# Kylicanthe
Kylicanthe – rodzaj roślin z rodziny storczykowatych (Orchidaceae). Obejmuje 6 gatunków występujących w Afryce w takich krajach jak: Angola, Burundi, Kamerun, Republika Środkowoafrykańska, Gwinea Równikowa, Etiopia, Gabon, Ghana, Gwinea, Wybrzeże Kości Słoniowej, Kenia, Liberia, Rwanda, Tanzania, Togo, Uganda, Demokratyczna Republika Konga.

## Systematyka
Rodzaj sklasyfikowany do podplemienia Angraecinae w plemieniu Vandeae, podrodzina epidendronowe (Epidendroideae), rodzina storczykowate (Orchidaceae), rząd szparagowce (Asparagales) w obrębie roślin jednoliściennych.
Wykaz gatunków
- Kylicanthe arcuata Descourv., Stévart & Droissart
- Kylicanthe bueae (Schltr.) Farminhão, Stévart & Droissart
- Kylicanthe cornuata Descourv., Stévart & Droissart
- Kylicanthe liae (Eb.Fisch., Killmann, J.-P.Lebel & Delep.) Descourv.
- Kylicanthe perezverae Descourv., Stévart & Farminhão
- Kylicanthe rohrii (Rchb.f.) Descourv. & Farminhão